# Elecciones presidenciales de Estados Unidos de 2024 en Dakota del Sur
Las elecciones presidenciales de Estados Unidos de 2024 en Dakota del Sur se llevaron a cabo el 5 de noviembre de 2024, como parte de las elecciones presidenciales de Estados Unidos de 2024. Los votantes de Dakota del Sur eligieron a los tres electores que los representarían en el Colegio Electoral mediante votación popular.
Dakota del Sur es un estado escasamente poblado de las Grandes Llanuras y es un bastión republicano tanto a nivel estatal como presidencial. No ha votado por un candidato presidencial demócrata desde que Lyndon B. Johnson lo ganó en 1964. Se esperaba ampliamente que Dakota del Sur respaldara nuevamente a Donald Trump en 2024.

## Resultados

### Generales
| Partido                                 | Partido       | Candidato                        | Votos   | %     |
| --------------------------------------- | ------------- | -------------------------------- | ------- | ----- |
|                                         | Republicano   | Donald Trump                     | 272,081 | 63.43 |
|                                         | Demócrata     | Kamala Harris                    | 146,859 | 34.24 |
|                                         | Independiente | Robert F. Kennedy Jr. (retirado) | 7,204   | 1.68  |
|                                         | Libertario    | Chase Oliver                     | 2,778   | 0.65  |
| Escritos                                |               |                                  |         |       |
|                                         |               |                                  |         |       |
| Total                                   | Total         | Total                            | 428,922 | 100   |
| Participación                           | Participación | Participación                    | 436,478 | 69.93 |
| Registrados                             | Registrados   | Registrados                      | 624,186 |       |
|                                         |               |                                  |         |       |
| Fuente: South Dakota Secretary of State |               |                                  |         |       |

### Por condado
|               | Trump Republicano | Trump Republicano | Harris Demócrata | Harris Demócrata | Total  | Margen | Margen |
| Condado       | Votos             | %                 | Votos            | %                | Total  | Votos  | %      |
| ------------- | ----------------- | ----------------- | ---------------- | ---------------- | ------ | ------ | ------ |
| Aurora        | 1,056             | 75.81             | 302              | 21.68            | 1,393  | 754    | 54.13  |
| Beadle        | 4,826             | 68.84             | 2,017            | 28.77            | 7,010  | 2,809  | 40.07  |
| Bennett       | 676               | 62.13             | 389              | 35.75            | 1,088  | 287    | 26.38  |
| Bon Homme     | 2,236             | 74.73             | 697              | 23.29            | 2,992  | 1,539  | 51.44  |
| Brookings     | 8,575             | 57.40             | 5,978            | 40.02            | 14,939 | 2,597  | 17.38  |
| Brown         | 10,645            | 62.46             | 6,075            | 35.65            | 17,043 | 4,570  | 26.81  |
| Brule         | 1,694             | 69.91             | 666              | 27.49            | 2,423  | 1,028  | 42.42  |
| Buffalo       | 164               | 35.19             | 291              | 62.45            | 466    | -127   | -27.26 |
| Butte         | 4,024             | 79.18             | 942              | 18.54            | 5,082  | 3,082  | 60.64  |
| Campbell      | 706               | 84.45             | 120              | 14.35            | 836    | 586    | 70.10  |
| Charles Mix   | 2,551             | 70.57             | 1,000            | 27.66            | 3,615  | 1,551  | 42.91  |
| Clark         | 1,382             | 75.03             | 415              | 22.53            | 1,842  | 967    | 52.50  |
| Clay          | 2,574             | 45.50             | 2,944            | 52.04            | 5,657  | -370   | -6.54  |
| Codington     | 9,349             | 69.20             | 3,840            | 28.42            | 13,510 | 5,509  | 40.78  |
| Corson        | 631               | 55.21             | 495              | 43.31            | 1,143  | 136    | 11.90  |
| Custer        | 4,313             | 71.87             | 1,567            | 26.11            | 6,001  | 2,746  | 45.76  |
| Davison       | 6,208             | 67.65             | 2,743            | 29.89            | 9,177  | 3,465  | 37.76  |
| Day           | 1,876             | 63.98             | 1,000            | 34.11            | 2,932  | 876    | 29.87  |
| Deuel         | 1,717             | 74.72             | 528              | 22.98            | 2,298  | 1,189  | 51.74  |
| Dewey         | 793               | 42.38             | 1,032            | 55.16            | 1,871  | -239   | -12.78 |
| Douglas       | 1,419             | 85.59             | 219              | 13.21            | 1,658  | 1,200  | 72.38  |
| Edmunds       | 1,618             | 79.67             | 384              | 18.91            | 2,031  | 1,234  | 60.76  |
| Fall River    | 3,135             | 73.35             | 1,030            | 24.09            | 4,274  | 2,105  | 49.26  |
| Faulk         | 920               | 81.42             | 183              | 16.19            | 1,130  | 737    | 65.23  |
| Grant         | 2,594             | 71.46             | 946              | 26.06            | 3,630  | 1,648  | 45.40  |
| Gregory       | 1,790             | 78.96             | 426              | 18.79            | 2,267  | 1,364  | 60.17  |
| Haakon        | 1,004             | 89.24             | 105              | 9.33             | 1,125  | 899    | 79.91  |
| Hamlin        | 2,560             | 79.36             | 610              | 18.91            | 3,226  | 1,950  | 60.45  |
| Hand          | 1,376             | 78.00             | 365              | 20.69            | 1,764  | 1,011  | 57.31  |
| Hanson        | 1,611             | 78.74             | 399              | 19.50            | 2,046  | 1,212  | 59.24  |
| Harding       | 754               | 91.95             | 48               | 5.85             | 820    | 706    | 86.10  |
| Hughes        | 5,379             | 63.77             | 2,838            | 33.65            | 8,435  | 2,541  | 30.12  |
| Hutchinson    | 2,918             | 78.10             | 755              | 20.21            | 3,736  | 2,163  | 57.89  |
| Hyde          | 530               | 76.26             | 148              | 21.29            | 695    | 382    | 54.97  |
| Jackson       | 753               | 66.69             | 357              | 31.62            | 1,129  | 396    | 35.07  |
| Jerauld       | 708               | 70.87             | 276              | 27.63            | 999    | 432    | 43.24  |
| Jones         | 477               | 86.73             | 60               | 10.91            | 550    | 417    | 75.82  |
| Kingsbury     | 1,989             | 71.01             | 760              | 27.13            | 2,801  | 1,229  | 43.88  |
| Lake          | 3,819             | 64.66             | 1,978            | 33.49            | 5,906  | 1,841  | 31.17  |
| Lawrence      | 9,904             | 64.27             | 5,074            | 32.93            | 15,409 | 4,830  | 31.34  |
| Lincoln       | 22,621            | 62.16             | 12,981           | 35.67            | 36,393 | 9,640  | 26.49  |
| Lyman         | 993               | 68.62             | 422              | 29.16            | 1,447  | 571    | 39.46  |
| Marshall      | 1,288             | 61.07             | 782              | 37.08            | 2,109  | 506    | 23.99  |
| McCook        | 2,227             | 73.47             | 733              | 24.18            | 3,031  | 1,494  | 49.29  |
| McPherson     | 1,087             | 83.68             | 188              | 14.47            | 1,299  | 899    | 69.21  |
| Meade         | 10,887            | 74.20             | 3,421            | 23.32            | 14,672 | 7,466  | 50.88  |
| Mellette      | 434               | 58.65             | 285              | 38.51            | 740    | 149    | 20.14  |
| Miner         | 841               | 72.07             | 293              | 25.11            | 1,167  | 548    | 46.96  |
| Minnehaha     | 51,842            | 55.16             | 39,923           | 42.48            | 93,986 | 11,919 | 12.68  |
| Moody         | 2,068             | 64.85             | 1,052            | 32.99            | 3,189  | 1,016  | 31.86  |
| Oglala Lakota | 406               | 13.26             | 2,567            | 83.83            | 3,062  | -2,161 | -70.57 |
| Pennington    | 35,009            | 61.88             | 20,051           | 35.44            | 56,580 | 14,958 | 26.44  |
| Perkins       | 1,342             | 84.35             | 228              | 14.33            | 1,591  | 1,114  | 70.02  |
| Potter        | 1,059             | 81.59             | 214              | 16.49            | 1,298  | 845    | 65.10  |
| Roberts       | 2,514             | 60.59             | 1,560            | 37.59            | 4,149  | 954    | 23.00  |
| Sanborn       | 929               | 76.65             | 259              | 21.37            | 1,212  | 670    | 55.28  |
| Spink         | 2,145             | 68.33             | 921              | 29.34            | 3,139  | 1,224  | 38.99  |
| Stanley       | 1,260             | 72.62             | 447              | 25.76            | 1,735  | 813    | 46.86  |
| Sully         | 716               | 79.47             | 168              | 18.65            | 901    | 548    | 60.82  |
| Todd          | 497               | 23.38             | 1,570            | 73.85            | 2,126  | -1,073 | -50.47 |
| Tripp         | 2,150             | 81.01             | 470              | 17.71            | 2,654  | 1,680  | 63.30  |
| Turner        | 3,374             | 74.35             | 1,044            | 23.01            | 4,538  | 2,330  | 51.34  |
| Union         | 6,160             | 69.40             | 2,548            | 28.71            | 8,876  | 3,612  | 40.69  |
| Walworth      | 1,940             | 78.67             | 481              | 19.51            | 2,466  | 1,459  | 59.16  |
| Yankton       | 6,650             | 61.39             | 3,883            | 35.85            | 10,832 | 2,767  | 25.54  |
| Ziebach       | 388               | 49.68             | 366              | 46.86            | 781    | 22     | 2.82   |

#### Volteados
| Condado | Ciudad más grande | Pre-elección | Pre-elección | Post-elección | Post-elección | Margen |
| Condado | Ciudad más grande | Partido      | Partido      | Partido       | Partido       | Margen |
| ------- | ----------------- | ------------ | ------------ | ------------- | ------------- | ------ |
| Ziebach | Dupree            |              | Demócrata    |               | Republicano   | +2.82  |